# Lock End LOL
«Lock End LOL» — второй сингловой альбом южнокорейской гёрл-группой Weki Meki. Он был выпущен лейблом Fantagio Music 14 мая 2019 года и распространен Interpark. Он состоит из трех песен, включая ведущий сингл, «Picky Picky».
Сингл был позже переиздан как 'Week End LOL' 8 августа 2019 года, с «Tiki-Taka (99 %)» в качестве ведущего сингла.

## Релиз
Lock End LOL был выпущен в виде цифровой загрузки 14 мая 2019 года через несколько музыкальных порталов, включая MelOn и iTunes. Он также был выпущен как CD сингл 17 мая.

## Коммерческий успех

### Lock End LOL
Сингл дебютировал под номером 6 в чарте Gaon Album за неделю, закончившуюся 18 мая. На второй неделе сингл упал до номера 40. На третьей неделе сингл поднялся до номера 18 и упал до номера 27 на четвёртой неделе.
Альбом был размещен под номером 24 в мае месяце с 12 373 проданными физическими копиями. Он также разместился под номером 56 за июнь с 3 254 проданными дополнительными копиями. По состоянию на июль 2019 года было продано 20 051 экземпляра.

### Week End LOL
Переиздание дебютировало под номером 7 в альбомном чарте Gaon за неделю, закончившуюся 17 августа. На второй неделе переиздание упало до числа 25, а на третьей неделе до числа 32.

## Трек-лист
| №                   | Название                                             | Текст песни                      | Музыка                                                          | Arrangement                             | Длительность |
| ------------------- | ---------------------------------------------------- | -------------------------------- | --------------------------------------------------------------- | --------------------------------------- | ------------ |
| 1.                  | «Picky Picky»                                        | Chakun                           | LEONALION Karl Powell Jr Chakun Otha `Vakseen` Davis III G.Bliz | The Colleagues LEONALION GRVVITY G.Bliz | 3:16         |
| 2.                  | «Whatever U Want» (너 하고 싶은 거 다 해 (너.하.다)) | Chakun Choi Yoo-jung (Weki Meki) | Albin Nordqvist Malin Johansson Brad.K Chakun                   | Albin Nordqvist                         | 3:57         |
| 3.                  | «Petal Fortune» (좋아한다 안 한다 (꽃잎점))          | Joeng Yun Moon Kim               | Moon Kim KYUM LYK Joeng Yun                                     | Joeng Yun KYUM LYK Moon Kim             | 3:37         |
| Общая длительность: | Общая длительность:                                  | Общая длительность:              | Общая длительность:                                             | Общая длительность:                     | 10:50        |

| №                   | Название                                             | Текст песни                      | Музыка                                                          | Arrangement                             | Длительность |
| ------------------- | ---------------------------------------------------- | -------------------------------- | --------------------------------------------------------------- | --------------------------------------- | ------------ |
| 1.                  | «Tiki-Taka (99%)»                                    | JQ Amelie Kim Yeon-seo Mingtion  | Andrew Choi Kim Yeon-seo Mingtion                               | Mingtion                                | 2:59         |
| 2.                  | «Picky Picky»                                        | Chakun                           | LEONALION Karl Powell Jr Chakun Otha `Vakseen` Davis III G.Bliz | The Colleagues LEONALION GRVVITY G.Bliz | 3:16         |
| 3.                  | «Whatever U Want» (너 하고 싶은 거 다 해 (너.하.다)) | Chakun Choi Yoo-jung (Weki Meki) | Albin Nordqvist Malin Johansson Brad.K Chakun                   | Albin Nordqvist                         | 3:57         |
| 4.                  | «Petal Fortune» (좋아한다 안 한다 (꽃잎점))          | Joeng Yun Moon Kim               | Moon Kim KYUM LYK Joeng Yun                                     | Joeng Yun KYUM LYK Moon Kim             | 3:37         |
| Общая длительность: | Общая длительность:                                  | Общая длительность:              | Общая длительность:                                             | Общая длительность:                     | 13:49        |

## Чарты
| Чарты (2019)               | Высшая позиция |
| -------------------------- | -------------- |
| South Korean Albums (Gaon) | 6              |